# Departamento de Transporte de Los Ángeles
El Departamento de Transporte de Los Ángeles (en inglés: Los Angeles Department of Transportation, LADOT) es la agencia local gubernamental encargada de todo el transporte público de la ciudad de Los Ángeles, California. La sede de la agencia se encuentra ubicada en 100 S. Main Street en el centro de Los Ángeles en la sede del séptimo distrito del Departamento de Transporte de California. Su actual director es Jaime de la Vega.